# Tærø
Tærø es una isla de Dinamarca, situada en el estrecho de Ulvsund, entre Sjælland, Møn y Bogø. La isla ocupa una superficie de 1,75 km² y alberga una población de 3 habitantes (2004). El punto más alto de la isla se encuentra a 11 m s. n. m.
Alrededor del año 1900 vivían 40 personas en Tærø, pero la isla sufrió una drástica despoblación, sobre todo a partir de los años 30. Desde 1980, la isla cuenta con menos de 10 habitantes.